# Беккенбауэр, Штефан
Штефан Беккенбауэр (нем. Stephan Beckenbauer; 1 декабря 1968, Мюнхен — 31 июля 2015, Мюнхен) — немецкий футболист, тренер. Сын футболиста и тренера Франца Беккенбауэра.

## Биография
Родился в Мюнхене. Начал играть в местной «Баварии», но за два года во второй команде так и не сумел дорасти до основы. Он провёл большую часть своей 11-летней профессиональной карьеры в низших лигах, играя за «Мюнхен 1860», «Киккерс» (Оффенбах) и «Саарбрюккен». Также выступал за швейцарский «Гренхен».
Сыграл 12 матчей в первой Бундеслиге, выступая за «Саарбрюккен», который вскоре вылетел во вторую лигу.
Завершил карьеру в 29 лет в связи с травмой колена. Впоследствии работал в системе молодёжных команд «Баварии». Беккенбауэр тренировал Томаса Мюллера, Бастиана Швайнштайгера, Тони Крооса и Матса Хуммельса, когда те ещё были детьми.
Скончался в 2015 году после продолжительной борьбы с опухолью головного мозга. У него осталась жена и трое детей.